# Anna Ankas jul
Anna Ankas jul är ett TV-program som sändes på TV3 och handlade om att Anna Anka bjöd flera svenska TV-profiler till ett lyxhotell i USA, där de skulle fira jul tillsammans med henne.